# Chrysospalax
Chrysospalax és un gènere de talps daurats, dins l'ordre dels afrosorícids. Conté dues espècies, el talp daurat hirsut (C. villosus) i el talp daurat gegant (C. trevelyani), ambdues endèmiques de Sud-amèrica.
Amb una llargada corporal d'entre 12 i 14 centímetres i un pes de fins a 500 grams, es tracta dels talps daurats més grans i pesants que existeixen.